# Geüs-d'Oloron
 Geüs-d'Oloron   es una población y comuna francesa, en la región de Aquitania, departamento de Pirineos Atlánticos, en el distrito de Oloron-Sainte-Marie y cantón de Oloron-Sainte-Marie-Ouest.

## Geografía
La comuna francesa Geüs-d'Oloron está situada en el valle de Josbaig.

## Demografía
| 303 | 297 | 324 | 316 | 326 | 330 | 347 | 306 | 335 | 313 | 285 | 273 | 274 | 261 | 285 | 274 | 253 | 240 | 258 | 256 | 257 | 225 | 209 | 207 | 193 | 176 | 158 | 178 | 194 | 196 | 201 | 201 | 199 | 204 |
| Para los censos de 1962 a 1999 la población legal corresponde a la población sin duplicidades (Fuente: INSEE [Consultar]) |     |     |     |     |     |     |     |     |     |     |     |     |     |     |     |     |     |     |     |     |     |     |     |     |     |     |     |     |     |     |     |     |     |

## Economía
La principal actividad es la agrícola (ganadería, policultivo y pastos).